# 21539 Josefhlávka
(21539) Josefhlávka, denumire internațională (21539) Josefhlavka, este un asteroid din centura principală de asteroizi.

## Descriere
21539 Josefhlávka este un asteroid din centura principală de asteroizi. A fost descoperit pe 20 august 1998 la Observatorul din Ondřejov de Petr Pravec. Asteroidul prezintă o orbită caracterizată de o semiaxă mare de 3,18 ua, o excentricitate de 0,03 și o înclinație de 13,2° în raport cu ecliptica.